# 氷川トンネル
氷川トンネル（ひかわトンネル）は、東京都西多摩郡奥多摩町氷川と白丸の間にあるJR青梅線のトンネル、または、国道411号（青梅街道）のトンネル。
JR青梅線のトンネルは氷川トンネル（ひかわトンネル）、国道411号（青梅街道）のトンネルは新氷川トンネル（しんひかわトンネル）、国道411号脇の旧道のトンネルは氷川隧道（ひかわずいどう）と言う。
以下、各トンネルについて記述する。

## 青梅線 氷川トンネル
東日本旅客鉄道（JR東日本）青梅線の奥多摩駅～白丸駅間にあるトンネル。
奥多摩駅-白丸駅間の距離は2.0kmであるため、その半分以上がこの氷川トンネルで占められていることになる。
また、青梅線では最長のトンネルでもある。
- 全長 1270m単線。

|  |

## 国道411号 新氷川トンネル
新氷川トンネルは国道411号（青梅街道）にあるトンネル。
トンネル内はカーブしているため、トンネル中間あたりでは両出口が見えない。また、新氷川トンネルは交通量が多く、延長も長いため、トンネル途中に換気筒が設置され常時回っている。

### 概要
- 1983年12月竣工
- 全長605m
- 幅7.0m
- 高4.5m

|  |

## 旧国道411号 氷川隧道
氷川隧道（旧氷川トンネル）は国道411号線の新氷川トンネル出口横の旧道にあるトンネル。
現在は白丸側の旧道入り口が新氷川トンネル抗門と重なってしまうため白丸側から氷川側への車両の通り抜けはできない。
歩行者の通り抜け可能であり、また新氷川トンネルはトンネルの延長が長い上、ツーリングのバイク等の通行も多いことから排気ガス等の排気が悪い事や、トンネル先にあるもえぎの湯（温泉）への唯一の道路であるために現在でもこの旧道がよく利用されている。

### 概要
- 1933年竣工
- 全長46.5m
- 幅4.6m
- 高3.9m